# Wikala of Sulayman Agha al-Silahdar
Wikala of Sulayman Agha al-Silahdar (arabiska: وكالة سليمان أغا السلحدار) är ett monument i Egypten.   Det ligger i guvernementet Kairo, i den norra delen av landet, i huvudstaden Kairo. Wikala of Sulayman Agha al-Silahdar ligger 30 meter över havet.
Terrängen runt Wikala of Sulayman Agha al-Silahdar är platt. Runt Wikala of Sulayman Agha al-Silahdar är det tätbefolkat, med 383 invånare per kvadratkilometer. Närmaste större samhälle är Kairo, 2,0 km nordväst om Wikala of Sulayman Agha al-Silahdar. Trakten runt Wikala of Sulayman Agha al-Silahdar är ofruktbar med lite eller ingen växtlighet.